# Cycnidolon immaculatum
Cycnidolon immaculatum là một loài bọ cánh cứng trong họ Cerambycidae.